# Хантер (Оклахома)
Хантер (енгл. Hunter) град је у америчкој савезној држави Оклахома.

## Демографија
По попису из 2010. године број становника је 165, што је 8 (-4,6%) становника мање него 2000. године.
| Група             | 2000.       | 2010.       |
| Белци             | 172 (99,4%) | 150 (90,9%) |
| Афроамериканци    | 0 (0,0%)    | 0 (0,0%)    |
| Азијати           | 0 (0,0%)    | 0 (0,0%)    |
| Хиспаноамериканци | 0 (0,0%)    | 6 (3,6%)    |
| Укупно            | 173         | 165         |